# مدرسة الفردوس
جامع مدرسة الفردوس هو من مساجد حلب التاريخية الأثرية، ويقع قرب باب الحدائق.

## نبذة تاريخية
أمرت ضيفة خاتون ببناء المدرسة وتشير الكتابات الداخلية والخارجية إلى ضيفة خاتون على أنها ما تزال حية، فالأغلب أن المجمع قد اكتمل قبل وفاتها عام 640 هـ / 1242 م. والأرجح انه اكتمل بنائه عام 633 هجري /1235م.

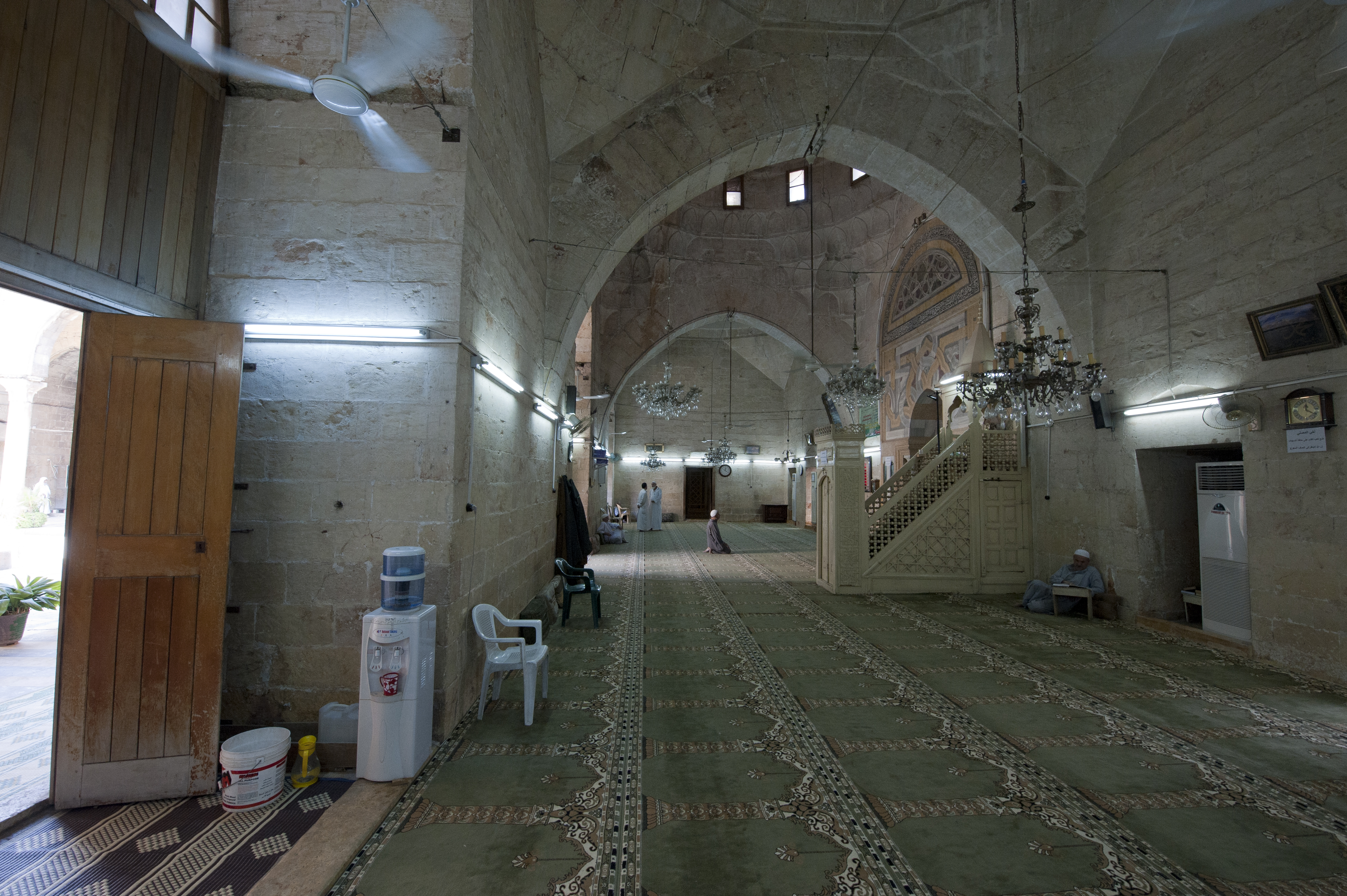
المدرسة من الداخل

ورد في كتاب «نهر الذهب في تاريخ حلب» للمؤرخ الحلبي كامل الغزي ما يلي: «عمارة «ضيفة خاتون» بنت الملك العادل «سيف الدين أبي بكر محمد» زوجة الملك «الظاهر غازي بن صلاح الدين بن يوسف بن أيوب» والدة الملك «العزيز بن الملك الظاهر»، بنت جامعاً ومدرسة وتربة ورباطاً سنة 633 هجرية ووقفت عليها أوقافاً عظيمة من جملتها قرية كفر زيتا وثلث طاحون من النهريات، جامعها حافل عظيم متقن البناء واسع الأرجاء معدود في حلب من الآثار القديمة العظيمة يقصده السائحين لما اشتمل عليه من عظمة البناء وضخامة الحجارة والأعمدة وبداعة الطراز، صحنه يبلغ ستين ذراعاً وفيه حوض واسع جميل الصنعة على شاكلة حوض السلطانية وفي شماليه إيوان كسروي وعلى جانبيه المدرسة والمطبخ وفي شرقي الصحن وغربيه الرباط والتربة كلاهما الآن مملوءان من قبور لا تعرف تراجمهم وفي جنوبي الصحن قبلية واسعة.»

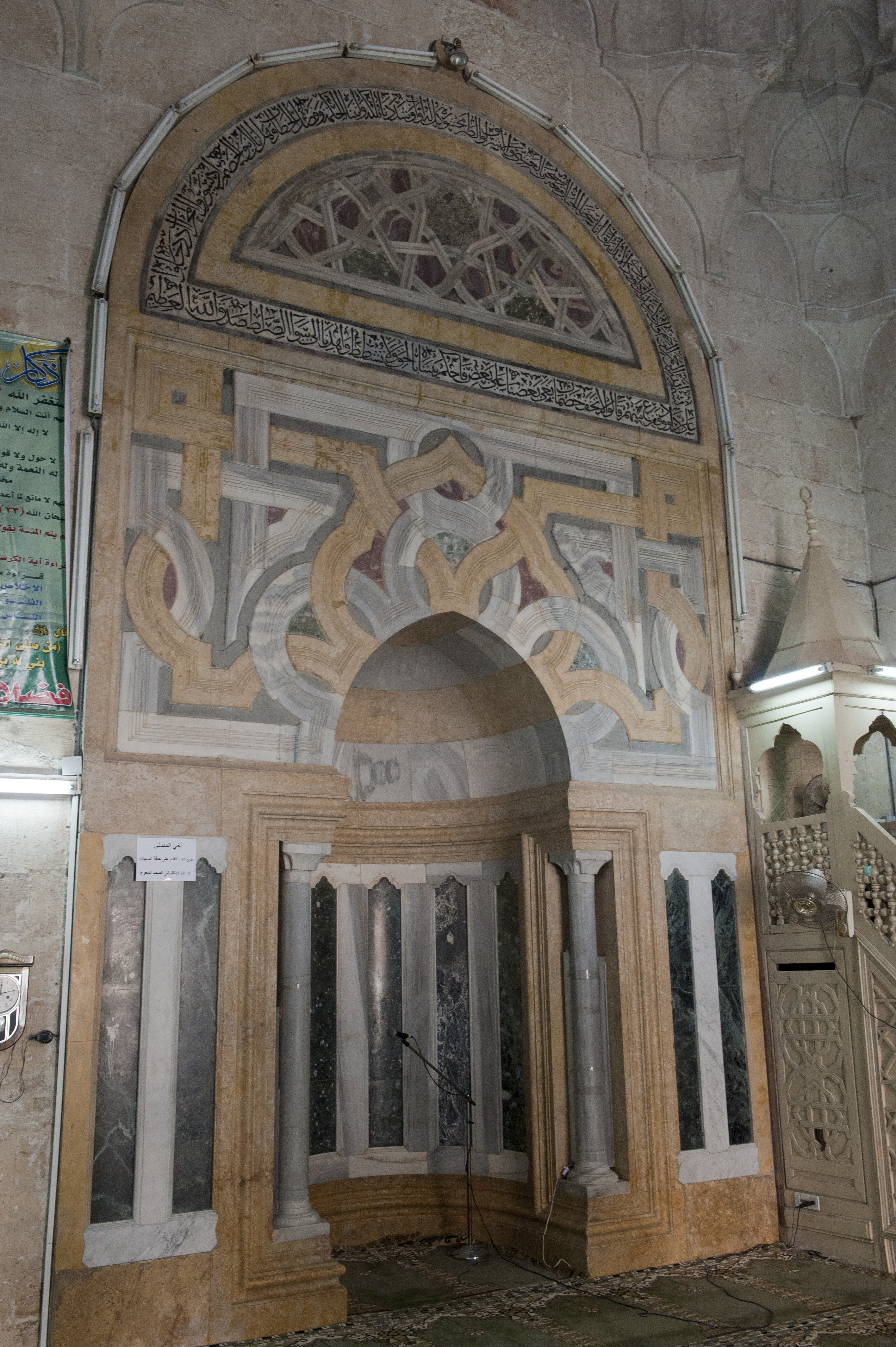
محراب مدرسة الفردوس

قامت وسط الباحة بركة ماء مثمنة أيوبية إلى شمالها إيوان وقد كان في أعلاه مئذنة مثمنة قصيرة، وهناك إيوان خارجي في الواجهة الشمالية مفتوح على الشارع بين مجموعتي بناء إلى جانبيه ربما كان يشكل بمجموعه (زاوية) ذات استعمال خاص كانت ملحقة بالمدرسة، ومما يميز جامع الفردوس مدخله الذي ينتهي في أعلاه بنصف كرة وثلاثة صفوف من المقرنصات الجميلة وهناك على جانب المدخل كتابة لآيات قرآنية، أما محرابها فيعتبر آية في الإبداع بتداخل خطوطه ورخامه وألوانه اللطيفة.
تعرضت مبنى المدرسة للتخريب إثر أحداث العنف الأخيرة التي تتعرض لها منطقة حلب القديمة 
تم نقش أطول كتابة عربية في العالم على الإطلاق حول كامل المحيط الداخلي للمبنى، ويصل طولها إلى 92م، وهي مكتوبة بالخط الثلث الأنيق والمقروء. يحمل الجدار الشرقي اسم الراعية ضيفة خاتون، أما الجدران الأخرى فتحمل كتابات دينية، ليست بآيات قرآنية كما درجت العادة على المباني الصرحية، ولكنها موزونة ومقفاة، وتحكي وصفاً مؤثراً لتجربة صوفية خلال العبادة.
تظهر كتابة أخرى على الواجهة الشرقية الخارجية تركز على الهدف من المبنى، وتذكر الحدائق الواسعة، والكتابة تمتد إلى حوالي 40م، وتتضمن آيات من القرآن تصف الدخول إلى الفردوس، وتتابع وصف الشرف والتقوى والألقاب الملكية المؤنثة للراعية، كما تعطي تفاصيل عن إدارة المجمع وصيانته وواجبه تجاه الفقراء، كما تذكر اسم المشرف هو عبد المحسن، وتاريخ 633 (5-1236).